# 곽재용
곽재용(郭在容, 1959년 5월 22일~)은 대한민국의 영화 감독, 영화 각본가이다. 1989년 《비 오는 날의 수채화》로 영화감독 데뷔를 했다.

## 학력
- 수성고등학교
- 경희대학교 물리학과

## 경력
- 2003년 제14회 유바리국제판타스틱영화제 심사위원
- 2005년 제42회 대만 금마장 영화제 심사위원
- 2011년 CJ CGV 북경 토토의 작업실 홍보대사

## 약력
뛰어난 영상미와 특유의 감수성으로 1980년대 청춘영화 붐을 일으켰던 《비 오는 날의 수채화》로 감독 데뷔 후, PC통신에 연재된 이야기를 영화화하여 상투적인 멜로 영화의 공식을 뒤집으며 한국 로맨틱 코미디 영화에 새바람을 몰고 온 작품 《엽기적인 그녀》로 흥행 감독의 반열에 올랐다.
현재와 과거를 넘나드는 모녀의 로맨스를 한 폭의 그림처럼 서정적으로 그려낸 《클래식》과 한국, 중국, 홍콩에서 동시 개봉하며 범 아시아적인 성공을 거두었던 《내 여자친구를 소개합니다》까지 연속적인 흥행작을 탄생시키며 한국을 대표하는 스타감독으로 자리매김하였다.

## 작품

### 연출
- 1985년 《선생님 그리기》
- 1989년 《비 오는 날 수채화 A Sketch Of A Rainy Day》
- 1992년 《가을 여행》
- 1993년 《비 오는 날 수채화 2》 - 느티나무 언덕 비오는 날 수채화 2 - 느티나무 언덕
- 2001년 《아크 아크》
- 2001년 《엽기적인 그녀 My Sassy Girl》
- 2003년 《클래식 The Classic》
- 2004년 《내 여자친구를 소개합니다 Windstruck》
- 2005년 《기억이 들린다》
- 2005년 《3인3색 러브 스토리 - 사랑 즐감》
- 2008년 《싸이보그 그녀 僕の彼女はサイボ-グ: Cyborg Girl》
- 2009년 《무림여대생 My Mighty Princess》
- 2016년 《시간이탈자》
- 2017년 《바람의 색》
- 2021년 《해피 뉴 이어》

### 각본
- 1992년 《가을 여행》
- 1993년 《비 오는 날 수채화 2》 - 느티나무 언덕 비오는 날 수채화 2 - 느티나무 언덕
- 1989년 《비 오는 날 수채화》 A Sketch Of A Rainy Day
- 2001년 《엽기적인 그녀》 My Sassy Girl
- 2002년 《중독》 中毒
- 2002년 《피아노 치는 대통령》 The Romantic President
- 2003년 《클래식》 The Classic
- 2004년 《내 여자친구를 소개합니다》 Windstruck
- 2006년 《데이지》 Daisy
- 2007년 《엽기적인 그녀》 - 일본 TV 시리즈 My Sassy Girl - 원작
- 2008년 싸이보그 그녀 《僕の彼女はサイボ-グ: Cyborg Girl》
- 2008년 《무림여대생》 My Mighty Princess
- 2008년 포제션 《Possession》
- 2008년 마이 쎄시 걸 《My Sassy Girl》 - 원작
- 2008년 여인불괴 《女人不壞: All About Women》

### 출연
- 2008년 《여인불괴 女人不壞: All About Women》 - cameo
- 1995년 《마스카라》 Mascara

## 수상
- 1990년 제14회 황금촬영상 감독상 - 《비 오는 날의 수채화》
- 2002년 제39회 대종상 각색상 - 《엽기적인 그녀》
- 2002년 제13회 유바리 국제 판타스틱 영화제 영판타스틱 대상 - 《엽기적인 그녀》
- 2003년 제22회 홍콩금상장영화제 아시아영화상 - 《엽기적인 그녀》
- 2003년 제14회 유바리 국제 판타스틱 영화제 최고 인기상 - 《클래식》
- 2009년 제12회 상하이 국제 영화제 합작 프로젝트 마켓 CO-FPC 최고상